# Tatort: Zugzwang
Zugzwang ist ein Fernsehfilm aus der Krimireihe Tatort. Der vom Bayerischen Rundfunk produzierte Beitrag ist die 1302. Tatort-Episode und wurde am 27. April 2025 im SRF und im Ersten ausgestrahlt; wegen der Wahlberichterstattung (Wahl in Wien) entfiel die Ausstrahlung im ORF. ORF-Premiere war am 22. Juni 2025. Das Münchner Ermittlerduo Batic und Leitmayr ermittelt in seinem 98. Fall, der allerdings vor dem 97. Fall nach Zählung des BR gesendet wurde.

## Handlung
Acht der besten Schachspieler der Welt treffen zu einem prestigeträchtigen Turnier in den Alpen zusammen – sieben Männer und eine Frau. Die einzige Teilnehmerin, die „Königin“ Natalie Laurent, gilt als genial und provokant, wird jedoch auch verdächtigt, mit unlauteren Mitteln zu arbeiten, was ihr in der männerdominierten Schachwelt zahlreiche Feinde eingebracht hat. Als ihre Sekundantin unter mysteriösen Umständen vom Dach eines Nobel-Resorts stürzt, mehren sich die Spekulationen: War ein Frauenhasser am Werk, sollte eine Zeugin zum Schweigen gebracht werden oder hat sie sich selbst das Leben genommen, nachdem Laurent sie entlassen hatte?
Da das Opfer Armenierin war, rückt vor allem Kamran Hasanov, der aserbaidschanische Präsident des internationalen Schachverbandes, in den Fokus der Ermittlungen. Hasanov fürchtet sich vor einem Anschlag und nimmt am Turnier in Begleitung der Bodyguards Aziz und Timur teil. Wenig später wird Sophie Jeong, die Assistentin des Turnier-Organisators Lars Kändler, vergiftet. Der Gerichtsmediziner Dr. Matthias Steinbrecher, der das Turnier als Fachkundiger begleitet, stirbt, nachdem er einen Anschlag mit Nervengift auf den Teilnehmer Teddy Boyle verhindern konnte. Hasanov flieht, Leitmayr verfolgt ihn und wird von Hasanov bedroht. Timur rettet Leitmayr und tötet dabei Hasanov.
Vor dem Finale des Turniers bedroht Boyle seine Gegnerin Laurent. Während des Spiels  entlarven Batic und Leitmayr Timur als den Täter – er ist fanatisch in Laurent verliebt und versuchte, mit den Morden ihr Herz zu erobern. Nachdem Boyle durch einen wohl absichtlichen Fehler von Laurent (Berührt-geführt-Regel) das Turnier gewinnt, kann die Polizei Timur festnehmen.

## Hintergrund
Der Film wurde vom 28. Oktober 2024 bis zum 27. November 2024 in München und auf Schloss Elmau gedreht. Der Titel des Tatorts spielt auf den Schachbegriff Zugzwang an.

## Rezeption

### Kritiken
„[…] eine Menge Fußvolk, Assistentinnen, Bodyguards, die man vorläufig nicht auseinanderhalten kann, aber das soll sich ändern. Daraus ergibt sich ein flottes Grüppchen Schachfiguren. Daraus ergibt sich jedoch kein abgefeimtes Schachspiel. Denn „Zugzwang“ wird zwar maximales Drama bieten – auch Ereignisse, mit denen wirklich, wirklich nicht zu rechnen war –, die kriminalistische Raffinesse aber bleibt am Ende doch unter den Möglichkeiten einer großen Partie.“

„Schach als Incels-Brutstätte, das scheint erst mal eine interessante Fährte zu sein. Das Problem ist, dass die Verantwortlichen dieses Krimis immer wieder neue Fährten auffahren, um sich dann von noch mal neuen Fährten ablenken zu lassen. […] Diese Folge ist ein weiterer Schritt in der schleichenden Agatha-Christienisierung des Münchner »Tatorts«. Seit geraumer Zeit werden in dem TV-Revier ja in geschlossenen Settings putzige Verdächtige aneinandergereiht wie in einem Whodunit-Roman der britischen Schriftstellerin.“

„Wendungsreich, großartig gespielt, überaus kurzweilig und von Regisseurin Nina Vukovic (‚Der Schatten‘) superb inszeniert, stimmt hier alles. Vom Psychoduell am Schachbrett über die Storylines bis hin zum winterlichen Bergpanorama vor der Kulisse des Schlosses Elmau, von Kameramann Clemens Mussow in tolle Bilder gegossen, ist ‚Zugzwang‘ ein spannungsreicher Volltreffer.“

### Einschaltquoten
Die Erstausstrahlung von Zugzwang am 27. April 2025 wurde in Deutschland von 8,35 Millionen Zuschauern gesehen und erreichte einen Marktanteil von 31,4 % für Das Erste.